# 斯拉格德山
61°10′22″N 140°35′04″W / 61.17278°N 140.58444°W
斯拉格德山是加拿大的山峰，位於克魯瓦尼國家公園及保留地，由育空負責管轄，屬於聖埃利亞斯山脈的一部分，距離盧卡尼亞山40公里，海拔高度4,742米。

## 外部連結
- Mt. Slaggard on Bivouac.com （页面存档备份，存于）
- Mt. Slaggard on SummitPost （页面存档备份，存于）